# Planaltoa
Planaltoa là một chi thực vật có hoa trong họ Cúc (Asteraceae).

## Loài
Chi Planaltoa gồm các loài: